# Hatzohar
Hatzohar (hébreu: הצה"ר ), nom complet Brit HaTzionim HaRevizionistim (lit. « Alliance des sionistes révisionnistes »), était une organisation sioniste révisionniste et un parti politique en Palestine mandataire et en Israël nouvellement indépendant.

## Histoire
Hatzohar a été fondée par Zeev Jabotinsky et d'autres à Paris en avril 1925,,. Elle faisait suite à la création du mouvement de jeunesse révisionniste de Jabotinsky, Betar, en 1923. Le noyau initial du mouvement était constitué d'un groupe de Russes. Les sionistes qui avaient soutenu Jabotinsky dans la création de la Légion juive pendant la Première Guerre mondiale.
La photo de la Première Conférence mondiale à Paris en 1925 montre 22 membres fondateurs. Outre Jabotinsky, ils comprenaient : M. Berchin-Benedictoff, Isidore Frankel, Meir Grossman, A. Ginsbourg, Aron Propes, Jacques Segal, Albert Stara, Ze'ev (Vladimir) Tiomkin, Zinovy Tiomkin, Israel Trivus et Yehoshua Yeivin.
Le nom de « révisionniste » vient des demandes de ces sionistes pour une révision de la politique de l'Organisation sioniste et de sa direction sous Chaim Weizmann, ainsi que des dirigeants juifs élus en Palestine. Ils considéraient ces politiques comme un apaisement des décisions du gouvernement britannique en Palestine mandataire.
Le parti a commencé à publier Hazit HaAm en 1931, mais il a été fermé par les autorités britanniques après quelques mois. Ils fondèrent ensuite HaYarden et, en 1938, le quotidien HaMashkif. Le parti avait également été brièvement associé à Doar HaYom.
Les membres polonais de l'organisation ont, entre autres choses, joué un rôle déterminant dans la création de Żydowski Związek Wojskowy, l'une des deux organisations juives qui ont organisé le soulèvement du ghetto de Varsovie.
Au moment de l'indépendance d'Israël en 1948, Hatzohar était la plus grande organisation de droite du pays et disposait de trois sièges au Conseil d'État provisoire (détenus par Herzl Rosenblum, Zvi Segal et Ben-Zion Sternberg). Cependant, la fondation de Hérout par Menahem Begin la même année a miné son succès. Même si certains puristes ont affirmé que Begin cherchait à voler la vedette à Jabotinsky et a refusé de quitter le parti, sous la direction d' Aryeh Altman , Hatzohar a remporté moins de 1 % des voix lors des premières élections israéliennes et n'a pas réussi à franchir le seuil électoral de la Knesset. En revanche, Herut a remporté 14 sièges avec 11,5 % des voix ; Altman rejoignit plus tard Herut et fut élu à la Knesset sur sa liste en 1951, tandis que Begin porterait l'idéologie révisionniste du Likoud à la victoire électorale en 1977.
Le parti a été dissous avant les élections de 1951 lorsqu'il a fusionné avec Hérout.